# Ligne de Charpal
La Ligne de Charpal est une ancienne ligne de chemin de fer à voie normale construite par la Société Générale d'Entreprises pour l'Armée française, reliant à partir de la gare de Larzalier le lac de Charpal, dans le département français de la Lozère.

## Histoire
À l'issue de la Première Guerre mondiale, le Ministère de la Guerre a recherché des sites permettant le stockage de la poudre à canon confisquée aux Allemands, ainsi que des surplus français. Mandatée à cet effet, la poudrerie nationale de Toulouse choisit le site de Charpal, non habité, pour créer un dépôt de munitions sous-lacustre.
C'est ainsi que l'on explique la construction entre 1923 et 1929 d'une ligne de chemin de fer d'une quinzaine de kilomètres destinée à acheminer dans un premier temps les matériaux nécessaires à la construction du barrage et, dans un second temps, les munitions à immerger.
Le barrage est construit de 1925 à 1934, mais l'eau se révélant plus acide que prévu et provoquant des fuites dans la chaux produite sur place, deux brèches sont ouvertes dans le barrage afin de réduire de 25% la hauteur d'eau, afin de réduire le risque de rupture du barrage. Or, cette réduction de la hauteur d'eau ne permet plus la bonne réalisation du projet d'immersion de la poudre, le projet est alors abandonné et la ligne est déferrée en 1938.
Desservant la rive sud du lac au moyen d'une bifurcation de la ligne transversale lozérienne à hauteur du hameau de Larzalier (commune d' Allenc), elle aurait été l'une des lignes les plus hautes de France (de 1 211 m à 1 388 m).

## Vestiges
Une partie des emprises est aujourd'hui un point de passage du GR 43. Outre divers déblais et remblais, les principaux indices encore visibles de cette ligne sont le poste d'aiguillage de Larzalier et la maison de garde-barrière sur la N 88, à hauteur du col de la Pierre Plantée – deux bâtiments partiellement en ruine,.

## Sources et références
1. ↑  Les trains du toit de la France, P. Astier JM. Gazane, La Régordane, p.84
2. ↑  (fr) Charpal : chronique d'un embranchement militaire (R. David)
3. ↑    - Romain David, « À la recherche de l'embranchement militaire de Charpal », dans Connaissance du Rail  (ISSN 0222-4844), no 328-329 (septembre-octobre 2008)